# 삼식이 삼촌
《삼식이 삼촌》(영어: Uncle Samsik)은 디즈니+에서 2024년 5월 15일부터 방영된 대한민국의 드라마이다. 배우 송강호의 TV 드라마 데뷔작이다.

### 드라마 소개
'삼식이 삼촌'은 전쟁 중에도 하루 세끼를 반드시 먹인다는 삼식이 삼촌과 모두가 잘 먹고 잘 사는 나라를 만들고자 했던 엘리트 청년 김산이 혼돈의 시대 속 함께 꿈을 이루고자 하는 뜨거운 이야기

## 제작진

### 연출 & 각본
- 신연식 : ( 영화 《피아노 레슨》(감독)
- 영화 《좋은 배우》(각본&감독&제작)
- 영화 《약탈자들》(단역 - 선생 4 역), 영화 《페어 러브》(각본&감독&제작투자&제작)
- 영화 《디 리플렉션》(감독), 영화 《러시안 소설》(각본&감독&제작)
- 영화 《배우는 배우다》(각색&감독&단역 - 영화사 대표 역)
- 영화 《개를 훔치는 완벽한 방법》(각본)
- 영화 《조류인간》(각본&감독&제작투자&단역 - 출판사 직원&단역 - 사냥꾼 1 역)
- 영화 《여자, 남자》(감독)
- 영화 《내 노래를 들어줘》(감독)
- 영화 《과대망상자들》(감독)
- 영화 《프랑스 영화처럼》(각본&감독&제작&작사&작곡)
- 영화 《동주》(각본&제작)
- 영화 《시선 사이》(각본&감독)
- 영화 《신연식이 수주와 파리에 간 까닭은?》(감독)
- 영화 《로마서 8:37》(각본&감독&제작&제작투자)
- 영화 《1승》(각본&감독)
- 영화 《카시오페아》(각본&감독&공동투자&제작)
- 영화 《압꾸정》(각본)
- 영화 《거미집》(공동각본) 등 집필 및 연출)

## 등장 인물

### 주요 인물
- 송강호 : 박두칠 역 - 사일개발 사장, 별명 삼식이 삼촌
- 변요한 : 김산 역 - 미국 경제학 박사, 내무부 국가 재건국 소속
- 이규형 : 강성민 역 - 자유당 의원
- 진기주 : 주여진 역 - 애민일보 기자, 김산의 연인이자 주인태의 딸
- 서현우 : 정한민 역 - 수도방위대 중령

### 주변 인물
- 오승훈 : 안기철 역 - 요섭의 막내 아들
- 주진모 : 안요섭 역 - 청우회 의장
- 티파니 영 : 레이첼 정 역 - 올브라이트 장학재단 이사. 마이클 정의 여동생

### 그 외 인물
- 김민재 : 유연철 역 - 대면건설 사장
- 김율호 : 백현석 역 - 육군 본부 정보과 대령, 김산의 취조 담당
- 오광록 : 주인태 역 - 혁신당 당수, 야권의 대선주자
- 류태호 : 최한림 역 - 1군 사령부 사령관, 평소 김산이 아버지처럼 따르던 인물
- 최홍일 : 황 박사 역 - 정치학 / 경제학 박사
- 류성현 : 홍영기 역 - 특무대 단장

### 기타 인물
- 노재원 : 한수 역 - 서대문파 행동대장
- 구성환 : 구해준 역 - 서대문파 조직원
- 이가섭 : 김광민 역 - 산애물산 사장, 산의 친구이자 올브라이트 장학생 동기
- 문종원 : 윤팔봉 역 - 동대문파 조직의 리더, 두칠과 함께 성민의 명령을 수행했던 인물
- 조태관 : 마이클 정 역 - 안요섭의 비서, 올브라이트 장학재단 이사
- 박혁권 : 최민규 역 - 내무부 장관, 성민을 이용해 다음 권력을 거머쥐려는 자
- 류주한 : 안민철 역 - 안요섭의 큰아들, 46년 당시 국회의원
- 지현준 : 차태민 역 - 과거 성민의 뒤치다꺼리를 해 주었던 자, 성민과 신의사를 만든 장본인
- 도정환 : 이수일 역 - 55곡사포 연대 대위, 한민의 취조 담당
- 추상록 : 박지욱 역 - 자유당 의원, 일본 순사 출신
- 박명신 : 신숙자 역 - 자유당 의원, 강성민과 뜻을 함께하는 인물
- 김종구 : 선우석 역 - 민주당 의원, 주인태와 뜻을 함께하는 인물
- 이현균 : 오인우 역 - 애민일보 기자이자 주여진의 선배
- 공진서 : 김 양 역 - 박두칠의 비서
- 성홍일 : 강일식 역 - 강성민의 아버지. 염전을 소유한 악덕사장
- 이호석 : 이호석 역 - 운동권 학생

### 특별 출연
- 유재명 : 장두식 역 - 군수사령부 소장, 삼식과 욕망으로 얽힌 인물